# Giorni contati - End of Days
Giorni contati - End of Days (End of Days) è un film del 1999, diretto da Peter Hyams ed interpretato da Arnold Schwarzenegger. Del cast hanno fatto parte anche Robin Tunney, Rod Steiger, Kevin Pollak, CCH Pounder, Udo Kier, e Gabriel Byrne nel ruolo del banchiere posseduto da Satana.

## Trama
Nel 1979 la neonata Christine York viene rintracciata da due satanisti (Dr. Abel, medico di Christine, e la badante Mabel). I due hanno scorto sul suo braccio un simbolo, che la dovrebbe rendere madre di un bambino avuto da Satana, alla fine del 1999.
Poco dopo la nascita di Christine, un sacerdote del Vaticano, Tommaso D'Aquino, assiste all'arrivo della cometa "Occhio di Dio", in segno di profezia. Così il Papa viene messo in guardia, e manda quel sacerdote in missione per trovare e proteggere la ragazza dalle grinfie di Satana.
Vent'anni dopo, poco prima della fine del 1999, l'ex-agente di polizia Jericho Cane viene incaricato di proteggere un banchiere di Wall Street e sventa un attentato ai suoi danni perpetrato dal sacerdote, che poi viene catturato e rinchiuso in un ospedale psichiatrico. Satana era infatti entrato nel frattempo nel corpo del banchiere, che diventa così incarnazione del demonio. Per vendicarsi, dopo essersi intrufolato nell'ospedale per visitarlo, Satana uccide D'Aquino crocifiggendolo al soffitto. Così Jericho e il suo amico Chicago vedono il nome "Christine York" inciso sulla pelle del sacerdote.
Jericho e Chicago si recano in visita di Christine nel suo appartamento, e la salvano da un gruppo di Cavalieri del Vaticano incaricati di ucciderla. Quella sera, Jericho e Chicago si appostano all'esterno della casa della ragazza per sorvegliarla. Non appena Cane torna a parlare con Christine per spiegarle cos'ha scoperto sui Cavalieri, Satana arriva e fa esplodere il furgone uccidendo Chicago. Gli altri due tentano di fuggire, ma poi sono bloccati da Mabel, e subito dopo da Marge l'ex capo di Jericho, e da un agente di polizia, tutti e tre servi di Satana. Jericho uccide i due poliziotti, mentre Satana uccide Mabel perché non è riuscita a bloccare Christine. Quest'ultima e Jericho fuggono in una chiesa vicina, per cercare risposte da padre Kovak.
Il prete mostra ai due una contadina polacca in trance, e racconta anche la leggenda del Regressus Diaboli (il ritorno di Satana). A quel punto Christine mostra a Kovak il simbolo sul suo braccio. Così il prete capisce che Christine è stata scelta da Satana perché abbia un figlio da lui e che il banchiere di Wall Street è stato scelto come incarnazione in terra del diavolo. Dopo aver sentito che l'unico modo per sconfiggere Satana è avere fede, Jericho cerca di convincere Christine di nascondersi con lui, ma la ragazza decide di restare. Così il poliziotto torna, frustrato, nel suo appartamento.
A casa scopre di non essere solo. Satana, ancora nel corpo del banchiere, visita Jericho e tenta di stabilire un accordo con lui. Tentando di fargli credere che Dio è stato ingiusto nel lasciar morire la moglie e la figlia, il diavolo cerca di persuadere Jericho a dirgli dove si trova Christine in cambio della risurrezione della sua famiglia. Ma il poliziotto si rifiuta in modo ostinato. Dopo una lotta feroce, Jericho riesce a scaraventare il diavolo fuori della finestra. Poi viene visitato da Chicago, miracolosamente sopravvissuto all'esplosione del furgone, a cui spara al braccio per vedere se Satana si è impossessato del suo corpo. Dopo aver spiegato la situazione al suo amico, Jericho organizza un piano per salvare Christine.
I due arrivano in chiesa, proprio mentre i Cavalieri del Vaticano stanno per uccidere la ragazza. Mentre Chicago aspetta nella sua auto in un vicolo, Jericho ferma i Cavalieri e porta via Christine, proprio mentre Satana arriva in chiesa ed uccide i funzionari del Vaticano. Jericho e Christine scappano alla macchina, ma Chicago si rifiuta di farli salire e li tradisce per Satana e i suoi servi. Jericho cerca di affrontarli, ma lo sconfiggono e lo pongono su una croce come Gesù Cristo. A quel punto Christine viene portata via da Satana e Chicago.
Il giorno dopo Jericho viene salvato da padre Kovak, ma subito prende le proprie armi e ritorna alla ricerca di Christine, che deve proteggere fino alla mezzanotte del 31 dicembre (Satana infatti si deve accoppiare con lei nell'ultima ora prima della fine del millennio). Jericho scorge all'improvviso Marge, risorta dalla sua uccisione, e la segue fino al nascondiglio del diavolo. Proprio mentre sta cominciando la cerimonia, Jericho la interrompe e la uccide. Dopo aver soccorso Christine, si ritrova faccia a faccia con Satana, che gli scaglia addosso Chicago. Nel disperato tentativo di spuntarla senza uccidere il suo migliore amico, Jericho prova a ragionare con Chicago e quest'ultimo si redime rinunciando all'accordo col diavolo. Pieno di rabbia, Satana, brucia vivo Chicago. Dopo aver sparato a Satana per rallentarlo, l'ex-poliziotto e la ragazza scappano, e si ritrovano in una metropolitana. Il diavolo li raggiunge ed uccide il macchinista. Jericho e Christine riescono ancora a fuggire, uscendo dai vagoni e lasciandoli esplodere. Satana, ancora sulla locomotiva, tenta di catturarli; tuttavia Jericho gli risponde gettandogli addosso una granata, che fa a pezzi il treno e il corpo del banchiere. Satana abbandona il corpo e dopo un secondo, il banchiere muore.
Jericho e Christine fuggono in un'altra chiesa, dove Satana spunta fuori dal pavimento ed affronta il poliziotto con le sue vere sembianze e dopo una breve lotta il diavolo entra nel suo corpo. Ora controllato dalla Bestia, tenta di violentare Christine; ma alle parole d'incoraggiamento della ragazza, Jericho riesce a vincere in pochi secondi il controllo mentale di Satana. Comprendendo l'unica opportunità che ha a disposizione, il poliziotto s'impala su una spada retta da una statua di San Michele Arcangelo (il peggior nemico di Satana), in modo che il diavolo rimanga intrappolato per quei pochi secondi prima di mezzanotte. Al primo secondo del terzo millennio, Satana viene espulso dal corpo di Jericho e rigettato all'Inferno; invece il poliziotto, dopo aver visto per qualche secondo la moglie e la figlia che gli sorridono, muore.
Christine ringrazia il defunto Jericho per averle salvato la vita, mentre New York si appresta a festeggiare il Capodanno del 2000.

## Colonna sonora
La colonna sonora è costituita da:
1. Camel Song, Korn
2. So Long, Everlast
3. Slow, Professional Murder Music
4. Crushed, Limp Bizkit
5. Oh My God, Guns N' Roses
6. Poison, Prodigy
7. Superbeast (Girl On A Motorcycle mix), Rob Zombie
8. Bad Influence, Eminem
9. Nobody's Real, Powerman 5000
10. I Wish I Had, The Strokes
11. Sugar Kane, Sonic Youth
12. Wrong Way, Creed

## Accoglienza

### Incassi
Il film ha incassato 66,9 milioni di dollari in Nord America e 145,1 milioni nel resto del mondo, per un totale di 212 milioni.